# Aslamidium ecuadoricum
Aslamidium ecuadoricum es un coleóptero de la familia Chrysomelidae.
Fue descrita científicamente por primera vez en 1998 por Borowiec.